# Dicranomyia smythiana
Dicranomyia smythiana är en tvåvingeart. Dicranomyia smythiana ingår i släktet Dicranomyia och familjen småharkrankar.

## Underarter
Arten delas in i följande underarter:
- D. s. curtispina
- D. s. smythiana